# RUFFY TUFFY
『RUFFY TUFFY』（ラフィー・タフィー）は、忌野清志郎3枚目のスタジオ・アルバム。1999年7月28日発売。2008年12月17日、SHM-CD仕様で再発。

## 解説
ソロ名義では『Memphis』以来7年4ヶ月ぶりの作品。高野寛、藤井裕が楽曲共作で参加。

## 収録曲
作詞･作曲：忌野清志郎（特記以外）
1. テクノ・クイーン
2. 心の解放区
3. レッド・ニャンニャン
  - 作詞･作曲：忌野清志郎・高野寛
4. 太陽の当たる場所
  - 2011年、映画『大鹿村騒動記』の主題歌に起用。
5. 風だらけ
6. QTU
  - 作詞･作曲：忌野清志郎・藤井裕
  - 先行シングル。アルバム・バージョン。
7. 田舎へ行こう! Going Up The Country
  - FUJI ROCK FESTIVAL '99公式テーマ・ソング
8. ハニーブルーズ
9. Sweet Lovin'
10. 夢
11. 出発の時間